# Guzmán el Bueno (métro de Madrid)
Guzmán el Bueno est une station des lignes 6 et 7 du métro de Madrid, en Espagne. Elle est établie sous l'avenue de la Reine Victoria, entre les quartiers de Vallehermoso, de l'arrondissement de Chamberí, et de la Cité universitaire, de celui de Moncloa-Aravaca.

## Situation sur le réseau
La station se situe entre Vicente Aleixandre et Cuatro Caminos sur la ligne 6 et entre Francos Rodríguez et Islas Filipinas sur la ligne 7.

## Histoire
La station est ouverte aux voyageurs le 13 janvier 1987, quand est mise en service une nouvelle section de la ligne 6 entre Cuatro Caminos et Ciudad Universitaria.
Le 12 février 1999, la correspondance avec la ligne 7 en ouverte en même temps qu'un nouveau tronçon de celle-ci depuis Canal.

## Services aux voyageurs

### Accueil
La station possède quatre accès par des escaliers et des escaliers mécaniques, dont deux spécialement pour les quais de la ligne 6, ainsi qu'un cinquième direct depuis l'extérieur par ascenseur.

### Intermodalité
La station est en correspondance avec les lignes de bus n°2, 44, 45, C2 et F du réseau EMT.